# Marcel Guitoukoulou
Marcel Guitoukoulou, né le 31 janvier 1960 à Gamboma (ville) (Congo-Brazzaville), est un homme politique congolais, médecin, spécialiste anesthésiste-réanimateur.

## Biographie

### Origines et niveau social
Marcel Guitoukoulou est le 5e d'une fratrie de 7 enfants. Sa famille appartient à la couche pauvre de la société congolaise. Ses parents (M. N'GUITOUKOULOU Abraham né vers 1923 et N'ZOUZI Emilienne née vers 1927), n'ont jamais été à l'école. Ils ont quitté leur terre natale (Boko (République du Congo), village de ses parents) du Département du Pool, pour s'établir à Gamboma (centre du pays) dans le Département des Plateaux. Ils y ont développé une épicerie pour gagner leur vie et assurer un avenir à leurs enfants. En 1959, le Congo a connu une guerre civile opposant les originaires du Nord à ceux du Sud du Congo. À aucun moment ses parents n'ont été inquiétés, tant les relations avec les autochtones étaient excellents. Il y a vu le jour le 31/01/1960.
Avec le vent Marxisant dans le Pays, le tribalisme s'exacerbe, ses parents finissent par quitter Gamboma en 1966, pour la capitale Brazzaville. Marcel Guitoukoulou quitte donc Gamboma à l'âge de 6 ans, avec une richesse, la langue. En effet il a appris à parler la langue vernaculaire usitée dans le Nord du pays, le Lingala. À Brazzaville, sa famille s'est établie en périphérie de la ville, l'un des quartiers difficiles de la capitale M'Filou (actuellement arrondissement no 7 de Brazzaville). Il y a été scolarisé jusqu'en fin du primaire. Pas d'eau courante, pas d'électricité, ni de moyens de transport, et pas non plus de soutien scolaire. Le taux d'échec scolaire était d’ailleurs plus qu'élevé. Pourtant il fallait réussir ! Il a étudié à la bougie et parfois à la lueur des lampadaires.
À la force du poignet il s'est construit…

### Formation universitaire
En 1979, baccalauréat série D, à Brazzaville, République du Congo. En 1984, il est moniteur de travaux pratiques en anatomie et pathologie à l'Institut supérieur des sciences de la santé de Brazzaville. Puis en 1987 il passe son doctorat d’État en médecine à l'Institut supérieur des sciences de la santé de Brazzaville. Il obtient un diplôme d'université de médecine de catastrophe à l'Université Paris-Est Créteil Val-de-Marne à Paris. Puis un diplôme d'université d'aide médicale urgente à l'Université de Créteil à Paris en 1988. En 1990 il obtient une attestation préparatoire en anesthésiologie et réanimation chirurgicale à l'Université d'Aix-Marseille, France. 1994 année de son diplôme inter universitaire de spécialité en anesthésie et réanimation chirurgicale à l'Université d’Aix-Marseille en France. Il est admis en 1998 au Concours de recrutement des praticiens adjoints contractuels en anesthésiologie et réanimation chirurgicale. En 2003 il est admis au concours de recrutement des praticiens hospitaliers en anesthésiologie et réanimation chirurgicale, reçu et inscrit sur la liste d'aptitude en 2004.
Puis enfin 2012 il obtient le diplôme universitaire de réanimation néphrologique (Néphrologie) à l'université de Lyon.

### Parcours professionnel
En 1988, il effectue un stage d'oxyologie au SAMU 94, au Centre hospitalier universitaire Henri-Mondor de Créteil et au Service de santé de la Brigade de sapeurs-pompiers de Paris (BSPP). Il devient alors médecin Chef de service des urgences à l'Hôpital central des armées Pierre Mobengo de Brazzaville en 1989, République du Congo, puis en 1990 Médecin directeur du service de santé de la protection civile du Congo Brazzaville. En 1992, il effectue un stage d'assistanat en anesthésiologie et réanimation chirurgicale à l'Institut de médecine tropicale du service de santé des armées, à l'Hôpital d'instruction des armées Laveran (Hôpital Laveran) de Marseille. En 1993, il devient médecin attaché au Département d'anesthésiologie et réanimation du professeur Georges François au Centre hospitalier universitaire de la Timone (Hôpital de la Timone) à Marseille. Puis médecin Attaché de l'Assistance publique - Hôpitaux de Marseille. En 1996 il occupera les mêmes fonctions au Département d'Anesthésiologie et Réanimation du Professeur Manelli au Centre Hospitalier Universitaire de la Conception à Marseille, puis médecin vacataire au Service de Réanimation polyvalente de la Polyclinique du Parc Rambot à Aix-en-Provence. En l'an 2000, il devient Médecin attaché associé au Département d'anesthésiologie et réanimation du professeur Martin à l'Hôpital Nord de Marseille. Il devient Praticien adjoint contractuel en anesthésiologie et réanimation chirurgicale en 2003 au Département d'anesthésiologie et réanimation du professeur Martin à l'Hôpital Nord de Marseille. Il occupera les mêmes fonctions en 2005 au Département d'anesthésiologie et réanimation du professeur Martin à l'Hôpital Nord de Marseille, puis en 2008 au Département d'anesthésiologie et réanimation du professeur Manelli au Centre hospitalier universitaire de la Conception à Marseille. La même année, il devient chef de service associé dans la SARL Réa Rambot à la Polyclinique Rambot d'Aix-en-Provence, puis en 2009 il y est cogérant et associé.

### Engagement politique
En 1976, Marcel Guitoukoulou devient membre de l'Union générale des élèves et étudiants congolais (UGEEC), et se rallie la même année à l'Union de la jeunesse socialiste congolaise-jeunesse du parti. Nommé Secrétaire à l'éducation, il renforce dès lors ses positions auprès de la Jeunesse du parti de l'Armée populaire nationale, section de Budapest en Hongrie avant d'œuvrer en tant que vice-président, puis président (1984) de la Commission de contrôle et de vérification du comité de l'Union de la jeunesse socialiste congolaise-Jeunesse du parti de l'arrondissement 7 de Mfilou à Brazzaville. 1985 est l'année où il adhère à la Fédération nationale des élèves et étudiants congolais. Membre actif au sein du bureau à l'Université Marien-Ngouabi de Brazzaville, il devient en 1986 le premier secrétaire de la section de l'Institut supérieur des sciences de la santé. Président-fondateur du Parlement libre du Congo pour la rupture, (PLC–Rupture) en 1988, il organise à ce titre le colloque politique et citoyen à Aix-en-Provence : Crise congolaise, quelles solutions ?. Co-organisateur en France des colloques pour la paix au Congo Brazzaville, il intervient notamment au Palais Bourbon à Paris, mais également à Nice et à Rennes.
Membre fondateur en 2000 du Consensus pour la paix et la réconciliation du Congo-Brazzaville en France. IL intervient en médiateur auprès des principaux acteurs politiques, militaires et civils congolais pour évoquer la réconciliation nationale. Il rencontre notamment : le président Denis Sassou-Nguesso et la majorité présidentielle à Brazzaville, le président Pascal Lissouba alors en exil à Londres, le président Jacques Joachim Yhombi-Opango en exil à Abidjan, le Premier ministre Bernard Kolélas en exil à Bamako, les membres de l'Opposition congolaise en exil en Afrique de l'Ouest et en France, le Collectif des 16 partis de l'Opposition congolaise à Brazzaville, le clergé congolais à Brazzaville, la Société civile congolaise à Brazzaville et à l'étranger (diaspora).
Il préside en outre les Conférences de consensus I et II sur la paix et la réconciliation nationale du Congo Brazzaville, à Pertuis (Vaucluse) et à Draveil (Essonne) - France.
- En 2001, il est nommé Commissaire à l'organisation, chargé de la politique générale du consensus citoyen pour la renaissance du Congo Brazzaville. Il participe à la concertation politique de Libreville, sous l'égide du médiateur international, Omar Bongo, alors président de la République gabonaise, prélude au dialogue national sans exclusive. Participation au dialogue national sans exclusive à Brazzaville, sous la direction du médiateur international, Omar Bongo, et entame dès lors un prélude au Dialogue national sans exclusive.
- En 2007, il est élu président du Congrès du peuple (parti politique), chargé de l'orientation et de la politique générale tout en restant coordonnateur technique du Comité de pilotage du conseil représentatif de la diaspora du Congo-Brazzaville en France.
- En 2009, il se présente à l'élection présidentielle du 12 juillet au Congo Brazzaville[8] mais il voit sa candidature invalidée pour absence de preuve de résidence permanente[9] (Décision n°003/DCC/EL/PR du 18 juin 2009). Selon le site Congopage il a été victime d'une manoeuvre politique visant à l'écarter[10].
- À la suite de cela après les élections présidentielles de 2009, le président du Congrès du Peuple et son équipe, ont traduit leur réflexion dans un document intitulé « Mémorandum sur les Élections Présidentielles au Congo-Brazzaville en 2009 ». Il sera présenté à Paris au PRESS CLUB de France aux Champs-Élysées le 11 décembre 2009. Le Dr Marcel Guitoukoulou a enfilé puis boutonné son costume de leader de l'opposition à Denis Sassou Nguesso[11]. Sans invectives, se voulant fédérateur Marcel Guitoukoulou a sans retenu, parlé du renouvellement du personnel politique du Congo-Brazzavile comme une nécessité incontournable, une urgence pour engager le pays vers des lendemains meilleurs.
- À partir de mars 2011, Rencontre avec la diaspora congolaise à Château Rouge (Paris), puis Pantin et enfin Nantes.
- Également en 2011, Le Docteur Guitoukoulou organise et anime la 7e Université Citoyenne du Consensus citoyen à Aix en Provence.

«  La fin de la guerre civile, la pacification de la vie politique, la sortie du maquis du pasteur Ntoumi, la démonstration du coup d’État permanent du président Sassou… nous y avons activement participé, mais nous ne devons pas rester sur ces acquis. La responsabilité nous commande de peaufiner des réponses concrètes pour l’après-Sassou ».
Tel a été le leitmotiv assigné par son président Marcel Guitoukoulou à la 7e Université citoyenne du mouvement politique congolais Consensus citoyen, tenue le samedi 17 décembre dernier, à Aix-en-Provence. Ouverte à des intervenants extérieurs, cette rencontre a planché notamment sur trois thèmes : la corruption, la lutte contre la pauvreté et le traumatisme créé par la guerre civile et par le crime des disparus du Beach.
- En 2012 pour faire suite au tragique événement du 4 mars, l'explosion du dépôt d'armes et de munitions au camp de Mpila à Brazzaville, le Dr. Marcel Guitoukoulou rencontre les congolais de Paris à l'hôtel [Holiday_Inn] de [Montparnasse] avec une conférence de presse, qui sera suivie par une manifestation le 28 avril[12].

« UN AUTRE CONGO EST POSSIBLE, UN CONGO LIBRE, UNI et PROSPÈRE » thème abordé à Blois en 2013 lors d'une stratégique rencontre avec une importante communauté congolaise, organisée par le Congrès du Peuple,.
- En octobre 2013 le Docteur médecin Anesthésiste, Marcel Guitoukoulou était la première personnalité politique du Congo-Brazzaville à rencontrer la diaspora congolaise du Maroc. Promoteur d'une nouvelle politique fondée sur «la rupture et le changement», le président du Congrès du Peuple était le samedi 26 à Casablanca où il a rencontré ses compatriotes en vue de les sensibiliser à diverses questions touchant à l'avenir du Congo et, surtout, les éclairer sur sa démarche. Le Docteur Marcel Guitoukoulou a martelé devant un jeune public également venu de Rabat, son credo sur le futur proche du Congo : « L'heure est venue de tourner enfin la page Sassou, de mettre un terme à la colonisation du Congo par celui-ci et sa famille. La constitution ne lui permet pas de se représenter et je mets en garde une prétendue opposition qui suggère des schémas qui, on le sait, finiront par une révision de la constitution qui permettrait à Sassou d'être à nouveau candidat »[15],[16],[17]
- Le président du Congrès du Peuple est attendu de l'autre côté du fleuve à Kinshasa en République Démocratique du Congo en février 2014 et outre la présentation des vœux du Docteur Guitoukoulou au peuple congolais, sera abordé le sujet de fond sur le "NON au changement de constitution" initié par le Président Denis Sassou Nguesso lui permettant ainsi de briller un nouveau mandat aux prochaines élections en août 2016 malgré son âge avancé de plus de 70 ans[18].
- Année 2015, la pré-campagne politique de Marcel Guitoukoulou est officiellement lancée, avec une toute nouvelle équipe composée d'un Directeur de Cabinet, de nouveaux conseillers français et également pour la plupart issus de la diaspora congolaise, ainsi que d'un Directeur de communication.
- En 2016 ,Marcel Guitoukoulou farouchement opposé à la modification de constitution  boycottera l'élection présidentielle.En avril de cette année là, il se proposera comme médiateur pour pacifier les violences dans la capitale et dans le pool.
- En 2018,Marcel GUITOUKOULOU s'élève contre une mosaïque de crises politique et sociale au Congo -Brazzaville. Président du parti politique le congrès du peuple. MGTKL dénonce les dérives des politiques économique et sécuritaire du gouvernement en place.

### Actualités récentes
L'emploi du temps effréné du Docteur Guitoukoulou est alterné entre son intense présence médicale à la clinique Rambot d'Aix-en-Provence en tant qu'anesthésiste réanimateur, ses nombreuses gardes, et d'autre part sa tournée en France, Belgique et Afrique du Nord avec un planning de meeting, événements, interviews et conférence de presse dont voici un aperçu de quelques événements récents :
- 6 septembre 2015 Commémorations de la bataille de la Marne à Mondement-Montgivroux avec dépôt de gerbe en hommage aux tirailleurs africains qui ont combattu aux côtés des troupes françaises pour la libération de la France.
- 27 août 2015 Célébration symbolique du lien historique et architectural (l'architecte Jean Philippot) de la Gare de Trouville - Deauville et celle de Pointe-Noire (République du Congo). À cette occasion, remise de la médaille d'Or de l'association La Renaissance française. Rencontre avec de nombreux partenaires industriels et financiers durant le 65e Polo Cup Lucien Barrière de Deauville.
- 24 août 2015 Le Docteur Marcel GUITOUKOULOU s'est entretenu à Paris avec ses compatriotes congolais, élus de la République Française.

L'entretien portait en particulier sur l'avenir du Congo-Brazzaville et la place de la jeunesse congolaise dans la gestion du pays et la compétitivité. Freddy Nsonde, adjoint au maire, chargé des sports à la ville de Courcouronnes et Adn Ndala Sympson, conseiller municipal de la ville de Gonesse, Délégué à l'emploi, et à l'insertion sociale et professionnelle.
- 15 août 2015 Meeting de Tunis, rencontre avec une importante communauté de la diaspora congolaise de Tunisie.
- 1er août 2015 Manifestation à Paris devant l'ambassade du Congo-Brazzaville. Le Président du Congrès du Peuple remet officiellement à M. l'ambassadeur Henri Lopes un pli contenant la lettre de demande de démission du Président Denis Sassou-Nguesso. M. Henri Lopes aura depuis cet événement, démissionné de ses fonctions d'ambassadeur le 8 août 2015[19].
- 6 septembre 2015 Visite officielle en Alsace, invité par Jean-Luc Barberon, le maire de Guewenheim pour une conférence placée sous le signe du Développement durable dans une mairie à énergie positive. Rencontre avec les PME dont l’entreprise Nature Énergie France pour préparer l’alternance à la tête de la république du Congo. Il a exposé sa vision de l’avenir du Congo et de ses relations commerciales avec la France[20].

Toutes les dernières actualités, archives presse et politique du Docteur Marcel GUITOUKOULOU sont consultables sur le site web du Congrès du Peuple : Site web politique, Le Congrès du Peuple

### Actions associatives et humanitaires
En 1986, il est délégué du Congo au séminaire de la Fédération internationale des associations d'étudiants en médecine (I.F.M.S.A), sur les soins de santé primaires tenu à Krems en Autriche du 22 juillet au 1er août, il est nommé représentant de la Fédération internationale des associations d'étudiants en médecine, auprès de l'Organisation mondiale de la santé, zone Afrique à Brazzaville. En 1998 il est membre de l'Association Rhéa Terre d'échanges à Salon-de-Provence, chargé de la coopération humanitaire avec l'Afrique. En 2000 il est envoyé à Libreville et Brazzaville comme chef de mission humanitaire pour le compte de l'Association Rhéa Terre d'échanges à Salon-de-Provence. En 2001, il devient membre de l'association des médecins de La chaîne de l'espoir et de la santé pour la communauté, à Forcalquier. En 2003, il est nommé Président de la Fondation Docteur Marcel Guitoukoulou,, sise au Congo Brazzaville. Puis, en 2005, il devient membre Fondateur et Vice Président de l'association humanitaire d'aide au développement de l'Afrique, à Forcalquier.

### Éthique citoyenne
En 2005, il est organisateur et animateur de la première Université citoyenne de consensus citoyen, sur la paix dans le département du Pool en France. En 2006, il devient membre du Comité de pilotage de la concertation citoyenne des originaires du département du Pool, chargé de la diaspora. Entretiens avec le président de la Fédération protestante de France sur les voies de la réconciliation et la reconstruction au Congo Brazzaville. En 2007 le Docteur Marcel Guitoukoulou devient organisateur et animateur de la seconde université citoyenne de Consensus citoyen, sur la rupture et le renouveau démocratique au Congo Brazzaville. Médiation citoyenne entre le révérend Pasteur Ntumi et le gouvernement congolais pour la paix dans le département du Pool. Initiateur de la Concertation citoyenne des originaires du département du Pool. En 2008, il est membre du conseil d'administration de l'Observatoire pour la paix et le développement du département du Pool, chargé de l'application des actes de la concertation citoyenne du Pool de Kinkala sur la paix et la reconstruction de juin 2007. Organisateur et animateur de la troisième université citoyenne de consensus citoyen, sur l'alternance démocratique au Congo Brazzaville. Puis enfin organisateur et animateur du colloque sur la reconstruction et la réintégration républicaine du Pool.

## Décoration
- Chevalier de l'ordre national du Mérite en 2009[25].
- Distinction de la Médaille d'Or de la Renaissance Française le 27 août 2015[26].